# Скала (Малопольське воєводство)
Ска́ла (пол. Skała) — місто в південній Польщі, 20 км від Кракова.
Належить до Краківського повіту Малопольського воєводства.

## Демографія
Демографічна структура станом на 31 березня 2011 року:
|          | Загалом | Допрацездатний вік | Працездатний вік | Постпрацездатний вік |
| -------- | ------- | ------------------ | ---------------- | -------------------- |
| Чоловіки | 1820    | 399                | 1237             | 184                  |
| Жінки    | 1899    | 337                | 1167             | 395                  |
| Разом    | 3719    | 736                | 2404             | 579                  |